# Łobez
Pour les articles homonymes, voir Łobez (homonymie).
Łobez [ˈwɔbɛs] (en allemand : Labes) est une ville de la voïvodie de Poméranie-Occidentale, dans le nord-ouest de la Pologne. Elle est le chef-lieu du powiat de Łobez. Sa population s'élevait à 10 409 habitants en 2015.

## Démographie

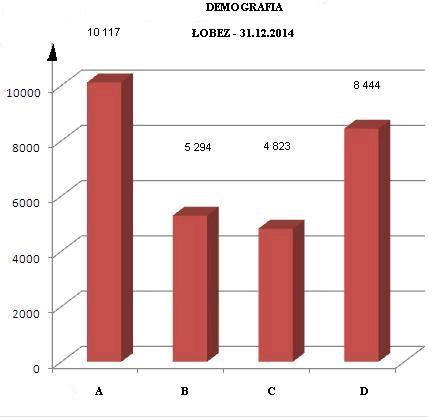
Łobez - démographie: A - résidents, B - femmes, C - hommes, D - adultes. 31.12.2014 r.

## Géographie
Łobez est arrosée par le Rega.

### Climat
| Mois                | I  | II | III | IV | V  | VI | VII | VIII | IX | X  | XI | XII | Année |
| ------------------- | -- | -- | --- | -- | -- | -- | --- | ---- | -- | -- | -- | --- | ----- |
| T max [°C]          | 0  | 2  | 7   | 14 | 18 | 22 | 24  | 23   | 19 | 13 | 7  | 2   | 8     |
| T min [°C]          | -6 | -5 | -1  | 3  | 8  | 11 | 13  | 12   | 9  | 5  | 1  | -3  |       |
| Précipitations [mm] | 28 | 24 | 27  | 35 | 53 | 63 | 76  | 64   | 46 | 37 | 38 | 36  | 526   |

## Maires

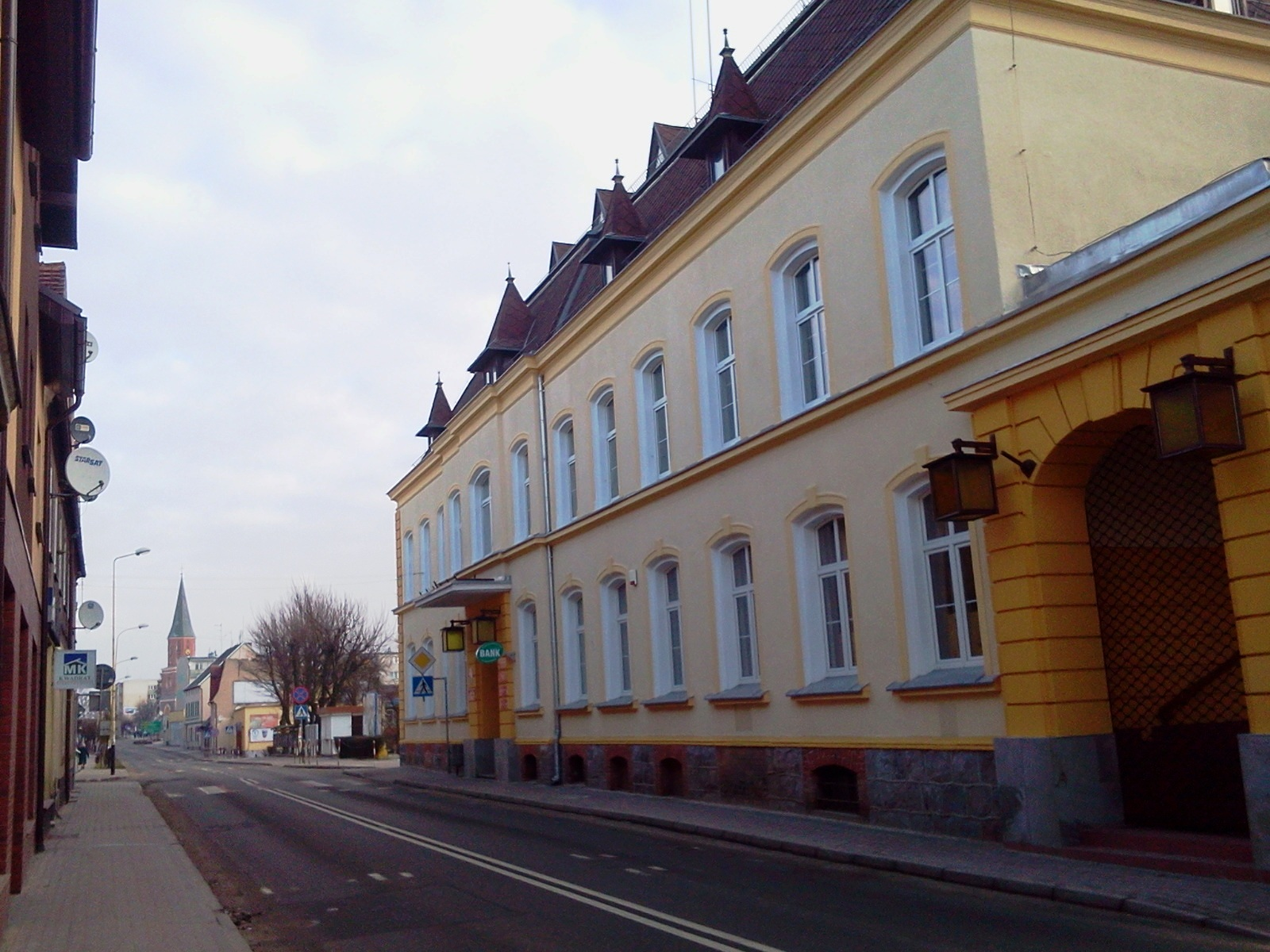
Autorité municipale

| 1632 – Carsten Beleke           |  | 1809 – Johann Georg Falck                                            |
| 1670 – Bernd Bublich            |  | 1823–1840 – Johann Friedrich Rosenow                                 |
| 1700 – Paul Belecke             |  | 1842–1844 – Adolf Ludwig Ritter (privremeno)                         |
| 1702 – Theele                   |  | 1844–1845 – Albert Wilhelm Rizky                                     |
| 1723 – F. C. Hackebeck          |  | 1846–1852 – Heinich Ludwig Gotthilf Hasenjäger                       |
| 1734 – F. W. Weinholz           |  | prije 1859. Hasenjaeger                                              |
| 1736 – Schulze                  |  | 1852–1864 – Carl Albert Alexander Schüz                              |
| 1732 – Hackenberken             |  | 1921 – Willi Kieckbusch                                              |
| 1745 – M. C. Frize              |  | 1945 – Hackelberg, Teofil Fiutowski, Stefan Nowak, Feliks Mielczarek |
| 1746 – Johann Friedrich Thym    |  | 1946 – Władysław Śmiełowski                                          |
| 1752 – Johann Gottsried Severin |  | 1948 – Tadeusz Klimski                                               |
| 1753? – J. F. von Flige         |  | 1949 – Ignacy Łepkowski                                              |
| 1757 – Johann Friedrich Thym    |  | 1972-1990 - Zbigniew Con                                             |
| 1757 – Heller                   |  | 1990–94 - Marek Romejko                                              |
| 1767 – Gottlieb Timm            |  | 1994–1998 - Jan Szafran                                              |
| 1775 – Johann Gottfried Severin |  | 1998–2002 - Halina Szymańska                                         |
| 1790 – Jahncke                  |  | 2002–2006 - Marek Romejko                                            |
| 1805 – Heinrich (?) Falck       |  | 2006–2014 - Ryszard Sola                                             |
| 1806 – Zuther (drugi dan 1712)  |  | 2014 - Piotr Ćwikła                                                  |
| 1806 – Nemitz                   |  |                                                                      |

## Transports
Aéroport le plus proche : aéroport de Goleniów.
La gare Łobez a des connexions avec de nombreuses villes, y compris Stargard Szczeciński, Szczecin, Białogard, Koszalin, Gdynia et Gdańsk.

## Jumelages
La ville de Łobez est jumelée avec:
- Affing (Allemagne) depuis 1997
- Guča (Serbie) depuis 2010
- Kėdainiai (Lituanie) depuis 2002
- Commune de Paikuse (Estonie) depuis 2003
- Svalöv (Suède) depuis 2000
- Wiek (Allemagne) depuis 2008
- Istra (Russie) depuis 2011